# Archidiecezja Ćottogramu
Archidiecezja Ćottogramu (łac. Archidioecesis Chittagongensis) – rzymskokatolicka archidiecezja ze stolicą w Ćottogramie w Bangladeszu. Siedziba arcybiskupa znajduje się w archikatedrze Najświętszej Maryi Panny Różańca Świętego w Ćottogramie.

## Historia
Diecezja Chittagongu powstała 25 maja 1927. Została podniesiona do rangi archidiecezji 2 lutego 2017, a 28 grudnia następnego roku została oficjalnie przemianowana na archidiecezję Ćottogramu.

## Biskupi
- bp Alfred-Arthur Le Pailleur CSC (1927–1951)
- bp Raymond Larose CSC (1952–1968)
- bp Joachim Rozario CSC (1968–1994)
- bp Patrick D’Rozario CSC (1995–2010)
- abp Moses Costa CSC (2011–2020)
- abp Lawrence Subrata Howlader (od 2021)

## Podział administracyjny
W skład archidiecezji wchodzi 11 parafii, w których pracuje 29 kapłanów.

## Główne świątynie
- Katedra: katedra Najświętszej Maryi Panny Różańca Świętego w Ćottogramie